# Szászfalva
Szászfalva (Măgești), település Romániában, a Partiumban, Bihar megyében.

## Fekvése
A Réz-hegység alatt, a Sebes-Körös jobb partján, Élesdtől délkeletre, Rikosd és Krajnikfalva közt fekvő település.

## Története
Szászfalva nevét 1508-ban Zazhaza néven említette először oklevél.
1552-ben Zazfalwa, 1622-ben Szászfalva néven írták.
1851-ben Fényes Elek történeti földrajzában írta a településről: "...Bihar vármegyében, hegyes-völgyes vidéken, 120 óhitű lakossal s anyatemplommal. Határa magának a helységnek kicsiny, hanem van itt egy vidék, melyben 10 falu, ugymint Szászfalva, Krajnijfalva, Duhnicsony, Gálosháza, Rikosd, Oláh-Kakucs, Birtzin, Rév és Sonkolyos közösen bír szántóföldeket, réteket, külön legelőt és roppant - mintegy 20.000 holdnyi - erdőséget. E közös tért bírják a váradi deák káptalan, gróf Batthyányi József és Vince, gróf Kornis Károly, gróf Haller Sándor, Servánszky János, Sándor és Erzsébet, Nemes Ádám, Áron János stb. Magát Szászfalvát bírja a váradi deák káptalan."
1910-ben 248 lakosából 16 magyar, 232 román volt. Ebből 7 római katolikus, 229 görögkeleti ortodox, 8 izraelita volt.
A trianoni békeszerződés előtt Bihar vármegye Élesdi járásához tartozott.